# Passo San Pellegrino
Il passo San Pellegrino (pas de Sén Pelegrin in ladino, Sankt-Pelegrin-Pass in tedesco) è un valico alpino delle Dolomiti posto a quota 1.918 m s.l.m.

## Storia
Anticamente il passo era chiamato semplicemente  monte di alocco (mont de aloch), laddove il termine aloch o alochet indicava i vasti prati dove pascola tutt'oggi il bestiame. Il toponimo Alochet è tuttora esistente ed indica una località posta a circa cinque chilometri dal passo verso Moena. Durante l'epoca delle crociate verso la Terrasanta, il passo fu un importante valico lungo la strada che collegava la Germania al porto di Venezia.
Il 14 giugno 1358 la comunità moenese concesse ai frati dell'ordine di San Pellegrino delle Alpi di costruire un ospizio per i viandanti su un terreno chiamato Camp de la rota vicino al "rio Allochi", al confine del principato vescovile di Bressanone. Da allora il passo prese il nome di San Pellegrino. Tuttavia, a causa dell'estrema povertà dei frati, che vivevano solo di elemosine (al contrario di altre comunità monastiche che potevano sfruttare le rendite fondiarie), l'ospizio del passo San Pellegrino venne gestito dal 1453 direttamente dalla Regola di Moena, la quale nominava un proprio priore laico. Nel 1915, allo scoppio della prima guerra mondiale l'ospizio (che si trovava di fronte alla chiesetta di Sant'Antonio, ma sul lato opposto della strada) venne totalmente raso al suolo dai bombardamenti.

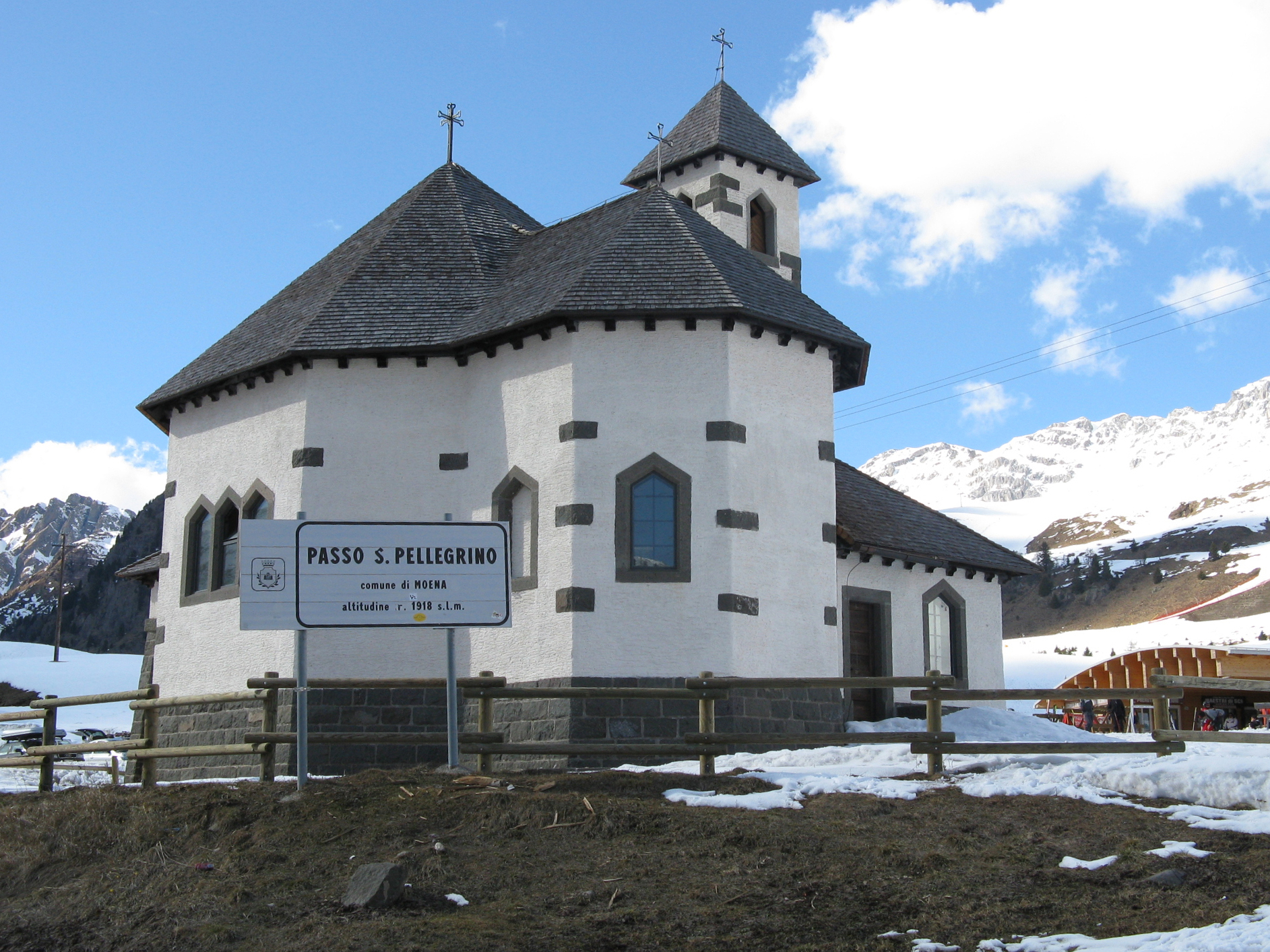
La chiesetta di Sant'Antonio al Passo San Pellegrino.

Numerose testimonianze storiche della zona sono legate a fatti risalenti alla prima guerra mondiale che si è combattuta proprio fra queste montagne tra il Regno d'Italia e l'Impero d'Austria.
All'inizio del XX secolo, con l'arrivo dei primi turisti e la diffusione degli sport invernali, rifiorì l'interesse economico per il passo San Pellegrino. Risale infatti agli anni 1920-1930 la costruzione del primo impianto di risalita sul passo, realizzato dal gestore dell'albergo Monzoni.
Con l'avvento della motorizzazione privata negli anni 1960 vi fu uno sviluppo ancora maggiore dei servizi turistici, che portarono alla costruzione dell'albergo Arnika nel 1965-1966.
Nel 1980 venne realizzata la funivia del Col Margherita, le cui cabine da 100 posti disegnate da Pininfarina erano all'avanguardia all'epoca.

## Caratteristiche

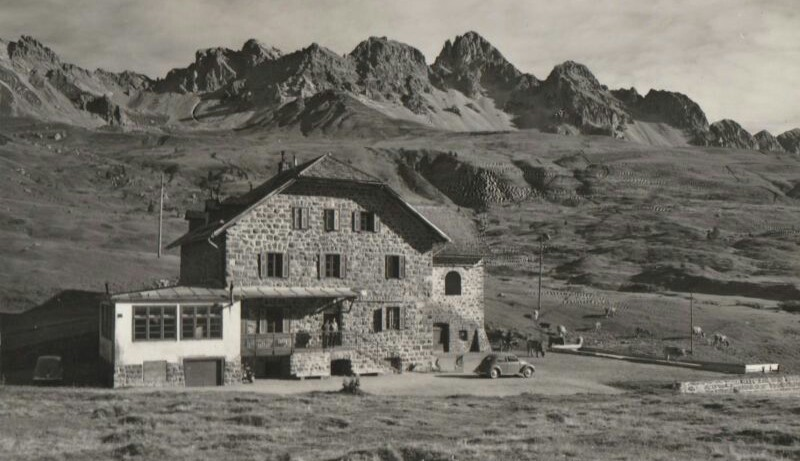
Ospizio del passo San Pellegrino

Dal punto di vista orografico il passo separa le Dolomiti di Gardena e di Fassa (a nord) dalle Dolomiti di Feltre e delle Pale di San Martino (a 
sud). Il confine tra il Trentino-Alto Adige e il Veneto non è come d'abitudine situato proprio sul passo: si trova invece a circa quattro chilometri dal valico nel versante orientale, verso l'abitato di Falcade.
È attraversato dalla strada statale 346, che collega i paesi di Moena (1.184 m), in val di Fassa, in provincia di Trento, e Falcade (1.137 m), nella valle del Biois, in provincia di Belluno. La statale raggiunge su entrambi i versanti una pendenza del 18%. Nella parte bellunese (Falcade) tale pendenza è alternata a tratti al 15%.

## Sport

### Sport invernali

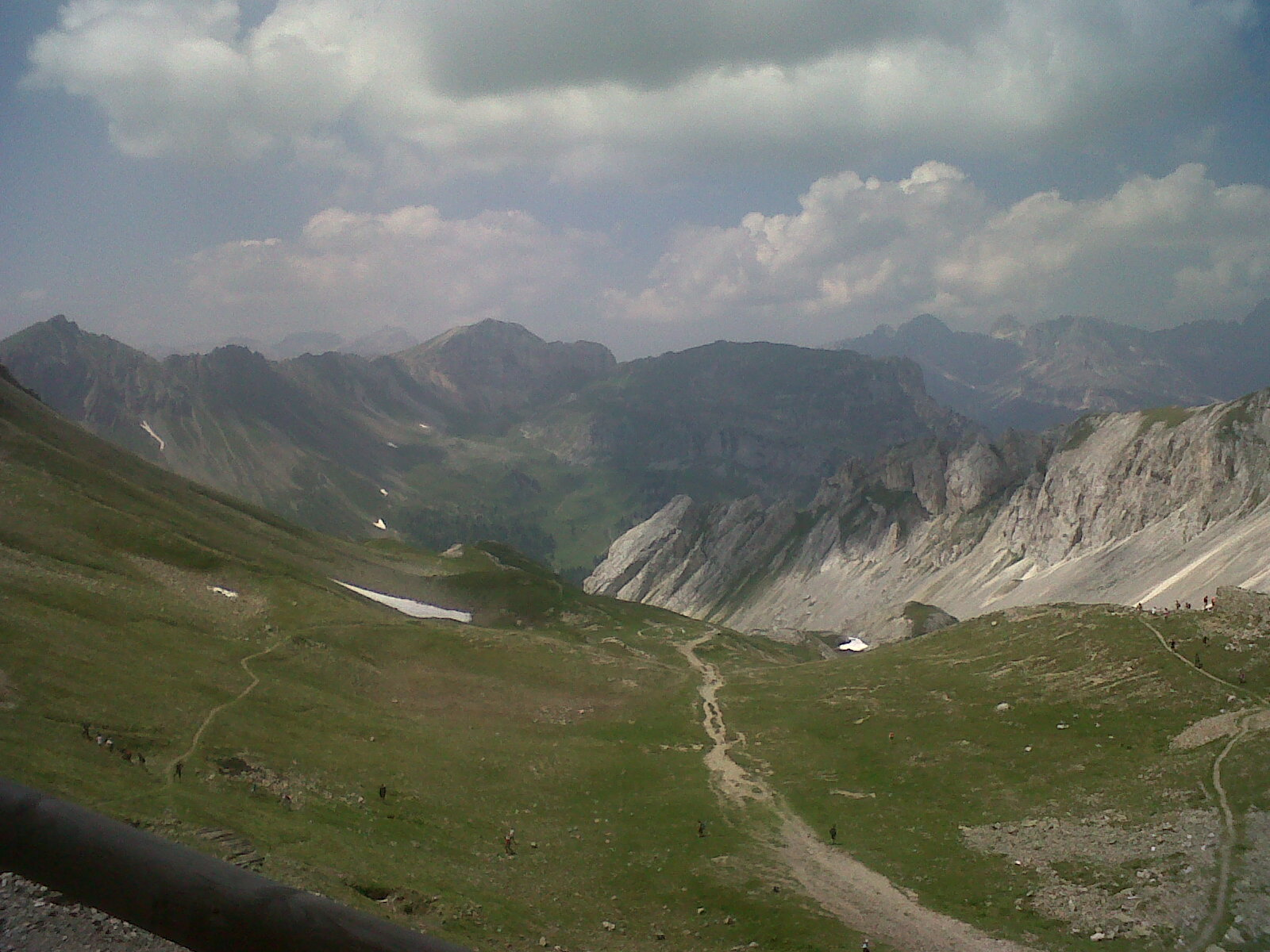
Monzoni da passo delle Selle

L'area del passo San Pellegrino fa parte del comprensorio sciistico Trevalli (Falcade-San Pellegrino, Moena-Lusia-Bellamonte) che comprende anche il Passo Valles (2031 m s.l.m.), oltre che del Dolomitistars (Ski Civetta, Falcade, Arabba, Marmolada) e del più ampio Dolomiti Superski e ne fa un'ottima stazione di sport invernali. Presso il vicino Centro del fondo di Alochet è possibile praticare lo sci di fondo lungo piste che giungono anche al lago di San Pellegrino.
Sulle piste "Fiamme Oro" dell'Alpe di Lusia si allenano gli sciatori professionisti del Gruppo Sportivo Fiamme Oro della Polizia di Stato, la quale ha a Moena la sede del proprio centro di addestramento alpino. Nel dicembre 2013 il passo San Pellegrino ha ospitato le gare di discesa libera e super-G della XXVI Universiade invernale sulla pusta Nuova Cima Uomo. Dal Col Margherita scende la pista La VolatA su cui si sono tenuti i Campionati juniores di sci alpino 2019 e gare della Coppa del mondo di sci alpino e Coppa Europa.
Presso il passo si trova l'Alta via n. 2, che da Bressanone arriva a Feltre.

### Ciclismo

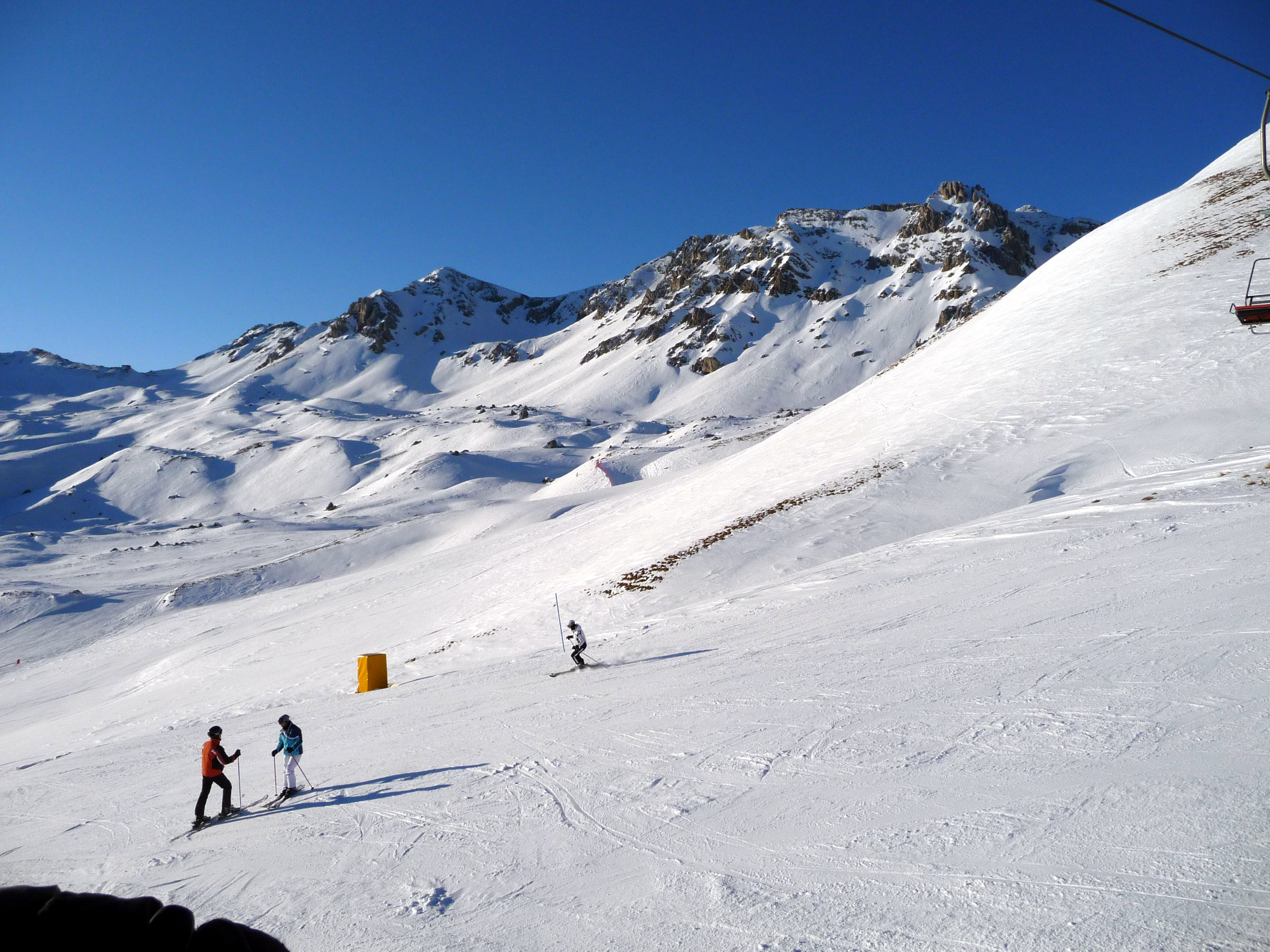
Vista sopra il Passo di San Pellegrino

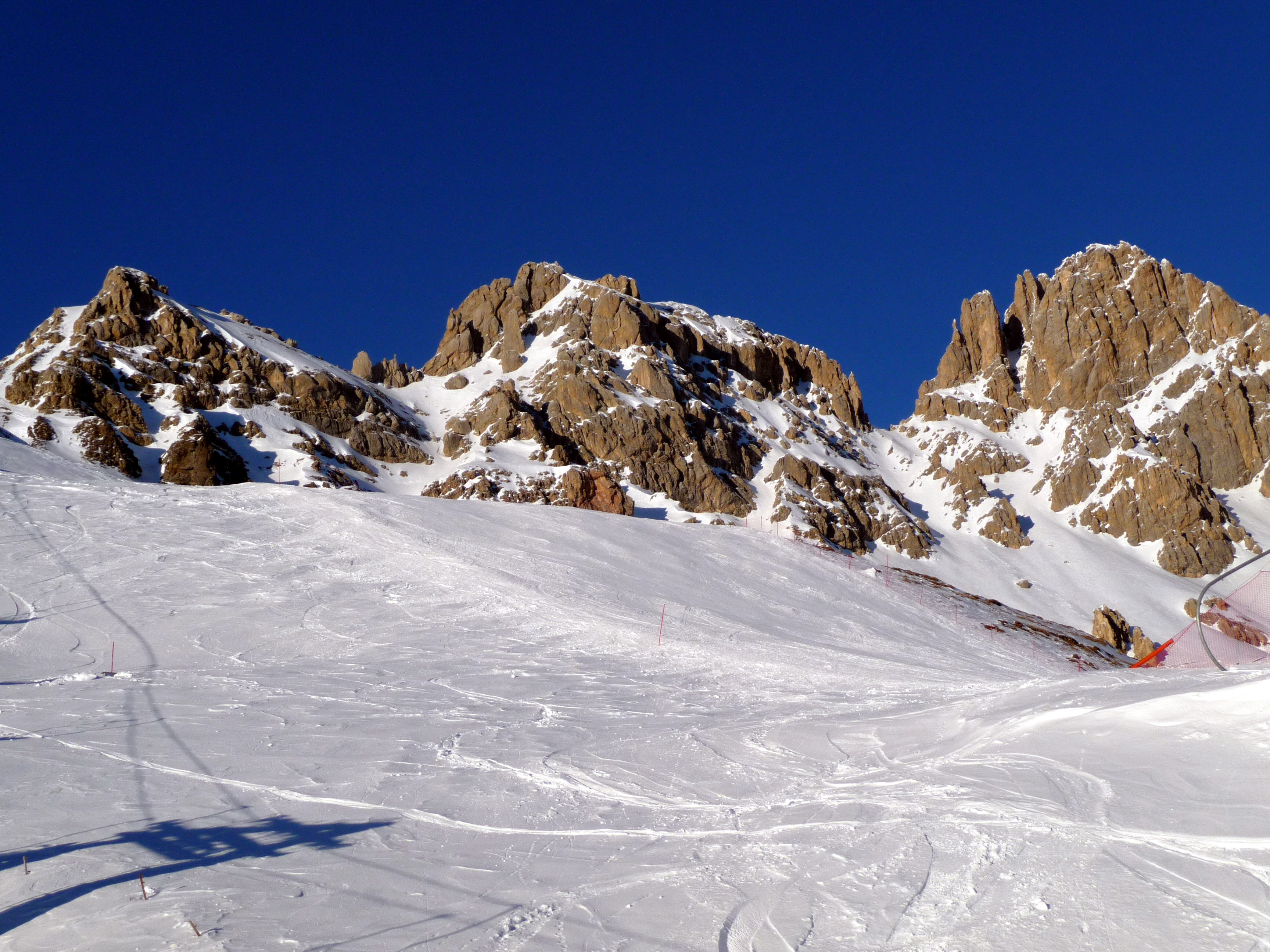

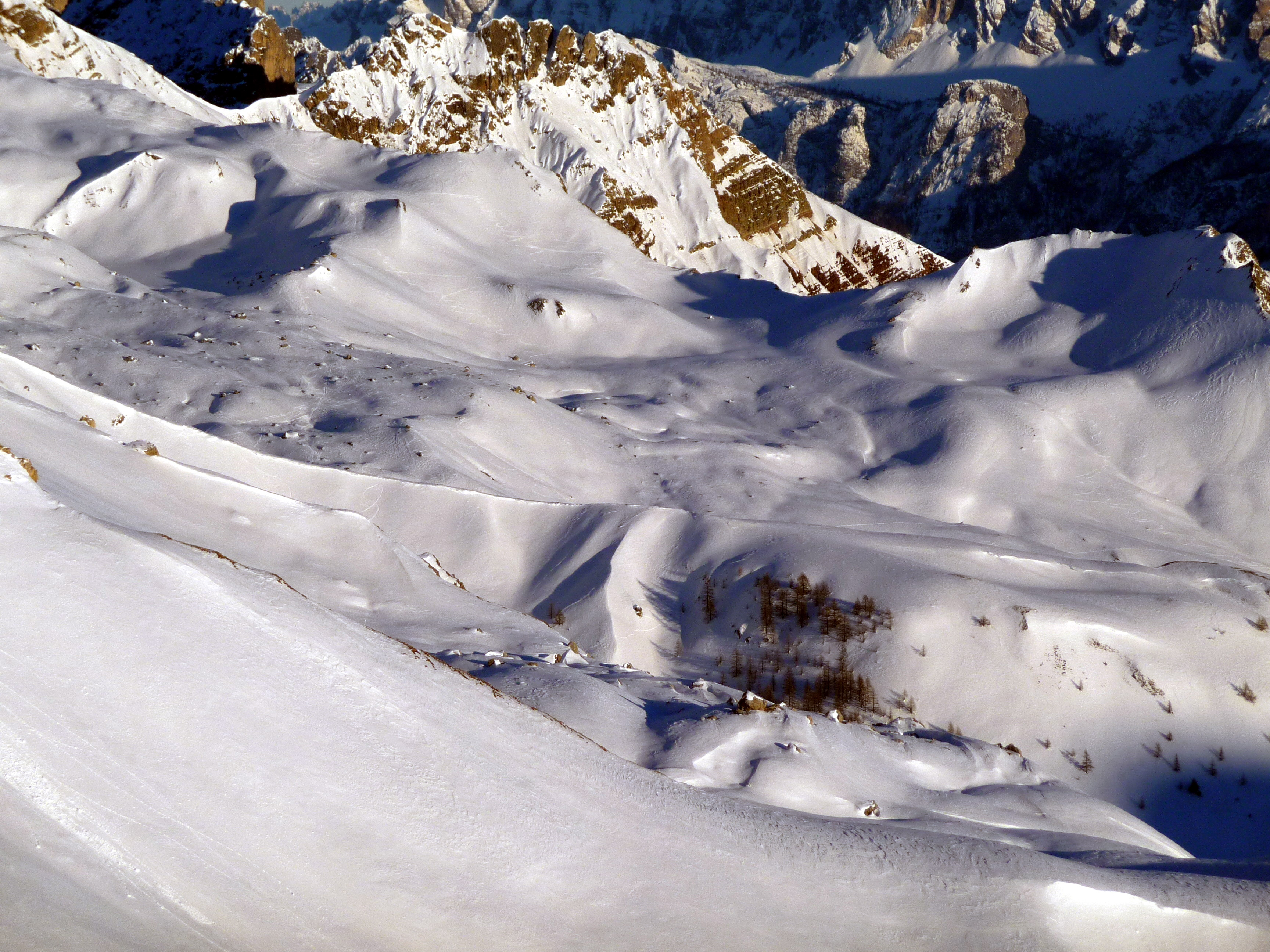

Il passo San Pellegrino è uno dei passi dolomitici più amati, essendo stato percorso dal Giro d'Italia varie volte. Si può scalare da Falcade (versante più duro, con pendenze costantemente impegnative che raggiungono il 18%) o da Moena. Alternativamente si può salire subito dopo la discesa dal passo Valles: infatti la strada che scende da quest'ultimo si collega con quella che sale al San Pellegrino 4 km dopo Falcade. 
Fu inserito per la prima volta nel percorso della Corsa Rosa nel 1962, ma la tappa in oggetto fu prematuramente conclusa al passo Rolle a causa della neve, prima che si potessero scalare il Valles e il San Pellegrino. Il primo passaggio avvenne invece l'anno successivo, quando la frazione interrotta l'anno prima fu riproposta con successo. Il primo a transitare in vetta fu Vito Taccone.
Nell'edizione 1978 il passo fu inserito all'ultimo momento nel percorso della 15ª tappa (Treviso > Canazei) insieme al Rolle e al Valles, dopo che la neve aveva reso impraticabili il Falzarego e il Pordoi.
Durante il Giro 2006 il valico è stato per la prima volta sede di arrivo di una tappa, la 19ª, che partiva da Pordenone e prevedeva la scalata degli impegnativi passi Staulanza, Fedaia e Pordoi. La frazione vide vittorioso lo spagnolo Juan Manuel Gárate.
Nel 2013 il transito sul San Pellegrino era previsto nella 20ª tappa (Silandro > Tre Cime di Lavaredo), ma il passaggio fu annullato per maltempo e la tappa venne deviata.
Di seguito i vari passaggi al Giro:
| Anno | Tappa                                     | Primo in vetta           | Versante scalato      |
| ---- | ----------------------------------------- | ------------------------ | --------------------- |
| 1963 | 19ª: Belluno > Moena                      | Vito Taccone             | Veneto (passo Valles) |
| 1971 | 19ª: Falcade > Ponte di Legno             | José Manuel Fuente       | Veneto (Falcade)      |
| 1975 | 21ª: Alleghe > Passo dello Stelvio        | Andrés Oliva             | Veneto (Falcade)      |
| 1978 | 15ª: Treviso > Canazei                    | Gianbattista Baronchelli | Veneto (passo Valles) |
| 1987 | 17ª: Canazei > Riva del Garda             | Benny Van Brabant        | Trentino (Moena)      |
| 2003 | 14ª: Marostica > Alpe di Pampeago         | Freddy González          | Veneto (passo Valles) |
| 2005 | 12ª: Alleghe > Rovereto                   | José Rujano              | Veneto (Falcade)      |
| 2006 | 19ª: Pordenone > Passo San Pellegrino     | Juan Manuel Gárate       | Veneto (Falcade)      |
| 2007 | 15ª: Trento > Tre Cime di Lavaredo        | Fortunato Baliani        | Trentino (Moena)      |
| 2008 | 15ª: Arabba > Passo Fedaia                | Emanuele Sella           | Trentino (Moena)      |
| 2014 | 18ª: Belluno > Rif. Panarotta (Valsugana) | Julián Arredondo         | Veneto (Falcade)      |
| 2022 | 20ª: Belluno > Passo Fedaia               | Davide Formolo           | Veneto (Falcade)      |

Negli anni il passo è stato scelto come sede di ritiro in altura da varie squadre professionistiche, tra cui la Liquigas-Cannondale e l'Astana Pro Team.